# Isola di Šokal'skij
L'isola di Šokal'skij (in russo: остров Шокальского, ostrov Šokal'skogo) è un'isola del mare di Kara, Russia. Amministrativamente appartiene al Tazovskij rajon del Circondario autonomo Jamalo-Nenec, nell'Oblast' di Tjumen' (Urali).

## Geografia
L'isola è situata all'imboccatura del golfo dell'Ob', a nord della grande penisola di Gyda (полуострова Гыданский, poluostrova Gydanskij), separata da uno dei suoi lunghi bracci (la penisola Javaj) dallo stretto Gydanskij dove si trovano banchi di sabbia e alcune isolette senza nome. A nord-est ci sono le isole di Vil'kickij e di Neupokoev (a 30 km).
L'isola di Šokal'skij è lunga circa 30 km e larga 20 km; ha una superficie di 428 km². L'isola è piatta, con molti laghi, paludi e corsi d'acqua, con una vegetazione tipica della tundra; dal 1996 fa parte della Riserva naturale Gydanskij (заповедник "Гыданский") che comprende parti delle penisole Javaj, Mamonta e Olenij, la costa della baia Jurackaja (Юрацкая губа) e l'isola Olenij.
Il mare che circonda l'isola è coperto dai ghiacci in inverno e ci sono numerosi banchi di ghiaccio anche d'estate. L'isola è quindi spesso fusa con la penisola di Gyda.
L'isola non deve essere confusa con una piccola isoletta omonima che si trova vicino alla costa nord-occidentale dell'isola Vajgač nel mare di Barents (70°11′35.69″N 58°28′01.84″E).

## Storia
Fino al 1926 l'isola si chiamava Agnese (Агнесса), poi ha preso il nome dal geografo, oceanografo e cartografo russo Julij Michajlovič Šokal'skij (Юлий Михайлович Шокальский, 1856-1940).